# Wahlkreis Kilmarnock and Loudoun (Schottisches Parlament)
| Kilmarnock and Loudoun                    |
| ----------------------------------------- |
| Kilmarnock and Loudoun · Central Scotland |
| Gebildet                                  |
| 1999                                      |
| Abgeschafft                               |
| 2011                                      |
| Regionen                                  |
| East Ayrshire                             |

Kilmarnock and Loudoun war ein Wahlkreis für das Schottische Parlament. Er wurde 1999 als einer von zehn Wahlkreisen der Wahlregion Central Scotland eingeführt und im Zuge der Revision der Wahlkreise im Jahre 2011 abgeschafft. Die Gebiete wurden im Wesentlichen dem neuen Wahlkreis Kilmarnock and Irvine Valley zugeschlagen, der zur Wahlregion South of Scotland gehört. Er umfasste Gebiete der Council Area East Ayrshire. Zu den größten Städten innerhalb der Grenzen des Wahlkreises zählen Kilmarnock und Stewarton. Bei Zensuserhebung 2001 lebten insgesamt 79.562 Personen innerhalb seiner Grenzen. Der Wahlkreis entsandte einen Abgeordneten.

## Wahlergebnisse

### Parlamentswahl 1999
| Ergebnisse der Parlamentswahl 1999 | Ergebnisse der Parlamentswahl 1999 | Ergebnisse der Parlamentswahl 1999 | Ergebnisse der Parlamentswahl 1999 |
| Partei                             | Kandidat                           | Stimmen                            | %                                  |
| ---------------------------------- | ---------------------------------- | ---------------------------------- | ---------------------------------- |
| Labour                             | Margaret Jamieson                  | 17.345                             | 44,1                               |
| SNP                                | Alex Neil                          | 14.585                             | 37,1                               |
| Conservative                       | Lyndsay McIntosh                   | 4589                               | 11,7                               |
| Liberal Democrats                  | John Stewart                       | 2830                               | 7,2                                |
| Wahlbeteiligung: 39.349 (64,28 %)  |                                    |                                    |                                    |

### Parlamentswahl 2003
| Ergebnisse der Parlamentswahl 2003 | Ergebnisse der Parlamentswahl 2003 | Ergebnisse der Parlamentswahl 2003 | Ergebnisse der Parlamentswahl 2003 | Ergebnisse der Parlamentswahl 2003 |
| Partei                             | Kandidat                           | Stimmen                            | %                                  | ±                                  |
| ---------------------------------- | ---------------------------------- | ---------------------------------- | ---------------------------------- | ---------------------------------- |
| Labour                             | Margaret Jamieson                  | 12.663                             | 40,1                               | −4,0                               |
| SNP                                | Daniel Coffey                      | 11.423                             | 36,6                               | −0,5                               |
| Conservative                       | Robin Traquair                     | 3295                               | 10,5                               | −1,2                               |
| Liberal Democrats                  | Ian Gibson                         | 1571                               | 5,0                                | −2,2                               |
| Socialist                          | Colin Rutherford                   | 1421                               | 4,5                                | +4,5                               |
| Parteilos                          | Mary Anderson                      | 404                                | 1,3                                | +1,3                               |
| Parteilos                          | Matthew Donnelly                   | 402                                | 1,3                                | +1,3                               |
| Scottish People’s                  | Lyndsay McIntosh                   | 371                                | 1,2                                | +1,2                               |
| Wahlbeteiligung: 31.118 (50,97 %)  |                                    |                                    |                                    |                                    |

### Parlamentswahl 2007
| Ergebnisse der Parlamentswahl 2007 | Ergebnisse der Parlamentswahl 2007 | Ergebnisse der Parlamentswahl 2007 | Ergebnisse der Parlamentswahl 2007 | Ergebnisse der Parlamentswahl 2007 |
| Partei                             | Kandidat                           | Stimmen                            | %                                  | ±                                  |
| ---------------------------------- | ---------------------------------- | ---------------------------------- | ---------------------------------- | ---------------------------------- |
| SNP                                | Willie Coffey                      | 14.297                             | 42,8                               | +6,2                               |
| Labour                             | Margaret Jamieson                  | 12.955                             | 38,3                               | −1,8                               |
| Conservative                       | Janette McAlpine                   | 4127                               | 12,3                               | +1,8                               |
| Liberal Democrats                  | Ron Aitken                         | 2056                               | 6,2                                | +1,2                               |
| Wahlbeteiligung: 33.435 (55,03 %)  |                                    |                                    |                                    |                                    |